# آردم پاتاپوتیان
آردم پاتاپوتیان (ارمنی: Արտեմ Փաթափութեան آرتم باتاپوتیان نیز صحیح است؛ زادهٔ ۱۹۶۷ در بیروت) زیست‌شناس مولکولی و عصب‌پژوه آمریکایی-لبنانی است. او به همراه دیوید جولیوس، به دلیل «کشف گیرنده‌های حرارت و لمس» برندهٔ جایزه نوبل فیزیولوژی یا پزشکی سال ۲۰۲۱ شده‌است. تحقیقات پاتاپوتیان در رابطه با گیرنده‌های بیولوژیکی دما و درد است. این دانش به جهت ارائه سازوکار درمانی برای طیف گسترده‌ای از بیماری‌های مختلف از جمله بیماری‌های دارای درد مزمن بسیار ثمربخش و قابل استفاده است. اکتشافات در این زمینه باعث شده‌است تا درک کنیم که سرما، گرما و سایر محرک‌های غیرارادی چطور باعث تحریک تکانه‌های عصبی می‌شوند.
پاتاپوتیان همچنین در شناساندن کانال‌ها و حسگرهای گیرنده یونی جدید که توسط دما، محرک‌های غیرارادی یا افزایش حجم سلول فعال می‌شوند مشارکت قابل‌توجهی داشته‌است. وی و همکارانش توانستند نشان دهند که این کانال‌های یونی، نقش برجسته‌ای در احساس دما، حس لامسه و درد نوروپاتی دارند.

## زندگی‌نامه
آردم پاتاپوتیان از مادر و پدری ارمنی در لبنان در سال ۱۹۶۷ متولد شد و در جوانی به لوس‌آنجلس رفت و در مؤسسه تحقیقات اسکریپز در کالیفرنیا کار می‌کند. پاتاپوتیان نیز در مؤسسه تحقیقات اسکریپز مشغول تحریک سلول‌ها در آزمایشگاه بود و گیرنده‌های دیگری را کشف کرد که به فشار فیزیکی و لمس حساس هستند. به عنوان عضو افتخاری فرهنگستان ملی علوم ارمنستان برگزیده شد. در روز ۱۴ ژوئن ۲۰۲۲ تمبر یادبود وی در نگارخانه ملی ارمنستان با حضور آرائیک هاروتیونیان رئیس دفتر نخست‌وزیر ارمنستان ابطال شد. مدال مسروپ ماشتوتس مقدس از سوی نیکول پاشینیان نخست‌وزیر ارمنستان به وی اهدا گردید